# Zweite Regierung Peel

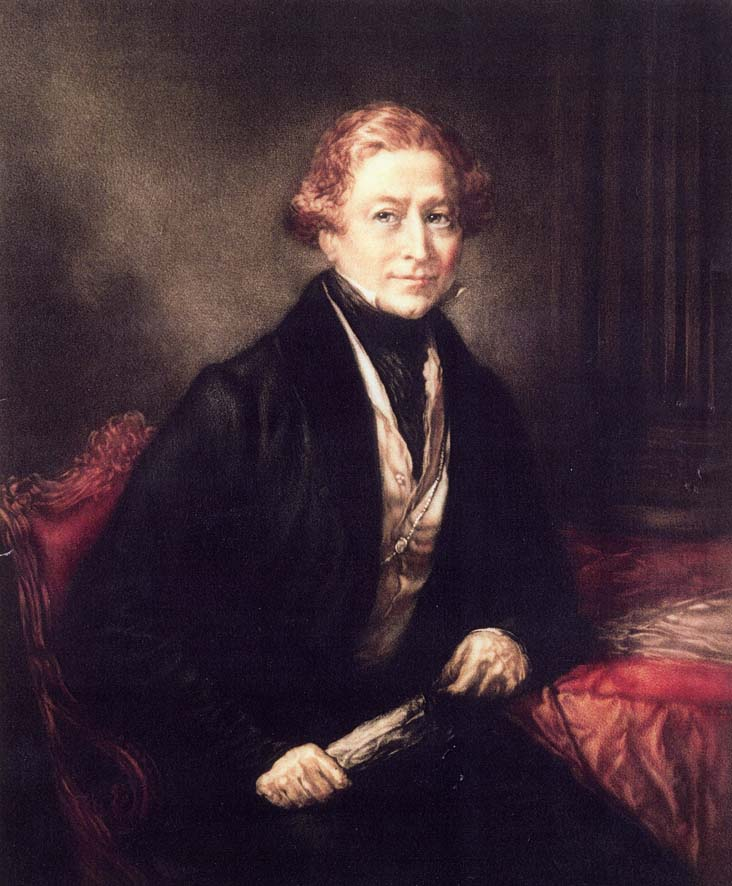
Sir Robert Peel

Die Zweite Regierung Peel war von 1841 bis 1846 die Regierung des Vereinigten Königreichs von Großbritannien und Irland. Sie wurde am 30. August 1841 von Sir Robert Peel gebildet und löste die Zweite Regierung Melbourne ab. Sie blieb zum 30. Juni 1846 im Amt, woraufhin die Zweite Regierung Melbourne gebildet wurde. Ihr gehörten ausschließlich Mitglieder der neu gegründeten Conservative Party an.
Bei den Unterhauswahlen zwischen dem 29. Juni und dem 22. Juli 1841 erhielt die Conservative Party von Sir Robert Peel 367 (50,9 Prozent) der 658 Sitze im House of Commons und die liberalen Whigs unter der Führung von Lord John Russell 271 Mandate (46,9 Prozent), während die Irische Aufhebung (Irish Repeal) mit 20 Abgeordneten (2,1 Prozent) ins Unterhaus einzogen. Die Reformbewegung der Chartisten (Chartists) von William Lovett hingegen verpasste mit 0,1 Prozent den Einzug ins House of Commons.

## Kabinettsmitglieder
Dem Kabinett gehörten folgende Mitglieder an:
| Amt                                     | Amtsinhaber | Beginn der Amtszeit                             | Ende der Amtszeit                           |
| --------------------------------------- | --- | ----------------------------------------------- | ------------------------------------------- |
| Erster Lord des Schatzamtes             | Sir Robert Peel | 30. August 1841                                 | 30. Juni 1846                               |
| Lordkanzler                             | John Copley, 1. Baron Lyndhurst | 3. September 1841                               | 30. Juni 1846                               |
| Lordpräsident des Rates                 | James Stuart-Wortley, 1. Baron Wharncliffe Walter Montagu Douglas Scott, 5. Duke of Buccleuch                                                                                | 3. September 1841 21. Januar 1841               | 21. Januar 1841 30. Juni 1846               |
| Lordsiegelbewahrer                      | Richard Temple-Nugent-Brydges-Chandos-Grenville, 2. Duke of Buckingham and Chandos Walter Montagu Douglas Scott, 5. Duke of Buccleuch Thomas Hamilton, 9. Earl of Haddington | 3. September 1841 2. April 1842 21. Januar 1846 | 2. April 1842 21. Januar 1846 30. Juni 1846 |
| Innenminister                           | Sir James Graham, 2. Baronet | 6. September 1841                               | 30. Juni 1846                               |
| Außenminister                           | George Hamilton-Gordon, 4. Earl of Aberdeen | 2. September 1841                               | 30. Juni 1846                               |
| Minister für Krieg und Kolonien         | Edward Smith-Stanley, Lord Stanley William Ewart Gladstone | 3. September 1841 23. Dezember 1845             | 23. Dezember 1845 27. Juni 1846             |
| Erster Lord der Admiralität             | Thomas Hamilton, 9. Earl of Haddington Edward Law, 1. Earl of Ellenborough                                                                                                   | 6. September 1841 8. Januar 1846                | 8. Januar 1846 30. Juni 1846                |
| Schatzkanzler                           | Henry Goulburn | 3. September 1841                               | 27. Juni 1846                               |
| Präsident des Kontrollamtes             | Edward Law, 1. Earl of Ellenborough William Vesey-FitzGerald, 2nd Baron FitzGerald and Vesey Frederick Robinson, 1. Earl of Ripon                                            | 4. September 1841 23. Oktober 1841 17. Mai 1843 | 22. Oktober 1841 11. Mai 1843 29. Juni 1846 |
| Präsident des Handelsminister           | Frederick Robinson, 1. Earl of Ripon William Gladstone | 3. September 1841 15. Mai 1843                  | 15. Mai 1843 5. Februar 1845 29. Juni 1846  |
| Staatssekretär im Kriegsministerium     | Sir Henry Hardinge Sidney Herbert | 3. September 1841 Januar 1845                   | Januar 1845 30. Juni 1846                   |
| Generalzahlmeister                      | Sir Edward Knatchbull, 9. Baronet | 3. September 1841                               | Februar 1845                                |
| Minister ohne Geschäftsbereich          | Arthur Wellesley, 1. Duke of Wellington | 3. September 1841                               | 30. Juni 1846                               |
| Kanzler des Herzogtums Lancaster        | Lord Granville Somerset | Mai 1844                                        | 27. Juni 1846                               |
| Erster Kommissar für Wälder und Forsten | Henry Pelham-Clinton, Earl of Lincoln | Februar 1845                                    | 14. Februar 1846                            |
| Chefsekretär für Irland                 | Henry Pelham-Clinton, Earl of Lincoln | 14. Februar 1846                                | 30. Juni 1846                               |